# Adriano Belli (giocatore di football americano)
Adriano Belli (Toronto, 25 agosto 1977) è un ex giocatore di football americano canadese, che ha giocato come defensive tackle.
Dopo aver giocato per la squadra universitaria degli Houston Cougars ha fatto parte del roster di squadre professionistiche di diverse leghe (NFL, XFL e CFL).

## Palmarès
- 2 Grey Cup (Montreal Alouettes: 2002; Toronto Argonauts: 2012)